# 日本とコンゴ共和国の関係
日本とコンゴ共和国の関係（にほんとコンゴきょうわこくのかんけい、フランス語: Relations Japonaises–République du Congo、英語: Japan–Republic of the Congo relations） では、日本とコンゴ共和国の関係について概説する。

## 両国の比較
|               | コンゴ共和国                | 日本                           | 両国の差                      |
| ------------- | --------------------------- | ------------------------------ | ----------------------------- |
| 人口          | 538万508人（2019年）        | 1億2626万人（2019年）          | 日本はコンゴ共和国の約23.5倍  |
| 国土面積      | 34万2000 km²                | 37万7972 km²                   | 日本はコンゴ共和国の約1.1倍   |
| 人口密度      | 15 人/km²（2018年）         | 347 人/km²（2018年）           | 日本はコンゴ共和国の約23.1倍  |
| 首都          | ブラザビル                  | 東京都                         |                               |
| 最大都市      | ブラザビル                  | 東京都区部                     |                               |
| 政体          | 大統領制 共和制             | （民主制）議院内閣制           |                               |
| 公用語        | フランス語                  | 日本語（事実上）               |                               |
| 通貨          | CFAフラン                   | 日本円                         |                               |
| 国教          | なし                        | なし                           |                               |
| 人間開発指数  | 0.606                       | 0.919                          |                               |
| 民主主義指数  | 3.11                        | 7.99                           |                               |
| GDP（名目）   | 122億6739万米ドル（2019年） | 5兆819億6954万米ドル（2019年） | 日本はコンゴ共和国の約414.3倍 |
| 一人当たりGDP | 2280米ドル（2019年）        | 40246.9米ドル（2019年）        | 日本はコンゴ共和国の約17.7倍  |
| 経済成長率    | -3.5%（2019年）             | 0.7%（2019年）                 |                               |
| 軍事費        | 2億9995万米ドル（2019年）   | 476億902万米ドル（2019年）     | 日本はコンゴ共和国の約158.7倍 |

## 歴史
1960年8月、コンゴ共和国はフランスから独立。日本は同時に国家承認を行い外交関係を樹立した。ただし、初代大統領となった親仏派のフルベール・ユールーの政権は樹立後わずか3年で8月革命により打倒され、1970年には社会主義国家であるコンゴ人民共和国が成立。当時冷戦という事もあり、日本と外交的に遠退いた。1979年になると、西側諸国との関係改善を志すドニ・サスヌゲソが大統領に就任。それによって日本とも関係改善が図られ、冷戦終結後の1996年6月には東京に駐日コンゴ共和国大使館を開設。1998年1月に閉鎖したが、2012年12月、在京大使館を再開。一方日本側は2010年8月からキンシャサの在コンゴ民主共和国日本国大使館がコンゴ共和国を兼轄している。

## 外交関係
第4回アフリカ開発会議出席のため、ドニ・サスヌゲソが2008年5月にコンゴ共和国大統領として初めて日本を訪問。当時総理大臣であった福田康夫と首脳会談を実施して、アフリカ情勢や経済協力についてが話し合われた。2021年現在、コンゴ共和国大統領の訪日はこれが唯一である。また、その他主要閣僚も日本を数度訪問を実施。2019年にはアフリカ開発会議のため訪日していたコンゴ共和国外務・協力・在外コンゴ人大臣を務めるジャン＝クロード・ガコソと外務大臣であった河野太郎が外相会談を実施して、北朝鮮核問題や安保理改革について意見を交換するなど、経済・文化・安全保障面での交流を深めた。
一方、日本側からの訪問は2010年以降、高頻度に実施されている。2013年2月には外務大臣政務官の阿部俊子が訪問し、産業開発・民間部門促進国務大臣、外務・協力大臣、森林経済・持続的開発大臣、経済特区担当大臣及び漁業・水産大臣の五名の閣僚と懇談を実施した。同年11月には外務大臣政務官の石原宏高がアフリカ貿易・投資促進合同ミッションのために訪問し、ブラザビルやポワントノワールの視察、日本企業によるプレゼンテーションや投資セミナーでの講演などを行った。2015年12月には外務大臣政務官の黄川田仁志がコンゴ共和国を訪問して、現地企業との交流や閣僚との懇談を実施し、関係強化を図っている。

## 経済交流
経済的には旧宗主国であるフランスとの結びつきが強く、2017年にコンゴ共和国が受け取った経済支援の半分以上がフランスからによるものだった。しかし日本も2018年までに無償資金協力が技術協力合わせて70億円以上を援助するなど、一定の援助国となっている。援助内容としては、コンゴ共和国はアフリカの中では比較的所得も高い国である一方、隣国のコンゴ民主共和国や中央アフリカからの難民が増加を続けているため、その為の食糧援助を実施。ほかにも、食糧生産の為のトラクターなど農業機械の提供や医療機器の提供なども実施。コンゴ共和国内戦終結から間もない時期には、人間の安全保障と平和定着、紛争防止の為の支援も行われていた。
貿易面では、2019年の対日輸出は4.48億円に対し対日輸入は5.02億円と、輸出と輸入はほぼ釣り合っている状態にあった。主要な対日輸出品は非鉄金属や木材などであり、特に木材は「地球の片肺」とも呼ばれるコンゴ盆地に位置するコンゴ共和国にとっての主要な生産物である。日本は木材の安定供給と、そのコンゴ盆地における持続可能な森林経営のため、カメルーンやコンゴ民主共和国、中央アフリカ共和国。そして、コンゴ共和国の四ヵ国に対して多額の支援を実施している。一方、対日輸入品は鉄鋼や魚介類などである。

## 外交使節

### 駐日コンゴ共和国大使
| 代 | 氏名                                   | 在任期間        | 備考                                            |
| -- | -------------------------------------- | --------------- | ----------------------------------------------- |
| 1  | ピエール・ジュスト・ムンジカ・ンティカ | 1996年 - 1998年 | 特命全権大使 信任状捧呈は6月24日 初代、北京常駐 |
| 2  | ピエール・パスィ                       | 2001年 - 2008年 | 特命全権大使 信任状捧呈は6月21日 北京常駐       |
|    | リゴベルト・イトウア                   | 2008年 - 2012年 | 臨時代理大使 北京常駐                           |
|    | (記録なし)                             | 2012年 - 2013年 | [ 36 ]                                          |
|    | ボニファス・レゾナ                     | 2013年 - 2017年 | 臨時代理大使                                    |
|    | マーク・エレンゲ＝オコンゴ             | 2017年 - 2018年 | 臨時代理大使                                    |
| 3  | フェリックス・ンゴマ                   | 2018年 - 2021年 | 特命全権大使 信任状捧呈は3月6日                 |
|    | シルビア・セベリン・ボンゼンビ・イロキ | 2021年 - 2022年 | 臨時代理大使                                    |
| 4  | ベンジャマン・エヴァユル               | 2022年 -        | 特命全権大使 信任状捧呈は7月15日                |